# Santa Marina de Barcala
Barcala (Santa Mariña) es una parroquia del noroeste del municipio de La Estrada, provincia de Pontevedra, en la comunidad autónoma de Galicia, España.

## Contexto geográfico
Limita con las parroquias de San Miguel de Barcala, San Jorge de Vea y Frades.

## Demografía
En 1842 tenía una población de hecho de 167 personas. En los veinte años que van de 1986 a 2006 la población pasó de 137 a 110 personas, lo cual significó una pérdida del 19,71% con respecto a la población anterior.
- Datos: Q3398028
- Multimedia: Santa Mariña de Barcala, A Estrada / Q3398028